# Désinvoltura
Désinvoltura je četrti studijski album slovenske alternativne rock skupine Psycho-Path, izdan 22. marca 2004 pri založbah More Noise Less Music Records in nemški Exile on Mainstream Records. Najbolj znana pesem na albumu je »Weapon of Opportunity«, pri kateri gostuje newjerseyski hip hop duo dälek. Album je dosegel tudi nekaj pozornosti v tujini; v kanadski glasbeni reviji Exclaim! je bil album opisan kot »odgovor Vzhodne Evrope na newyorško underground rock sceno«. Je prvi album po odhodu kitarista Denisa Oletiča iz skupine, zato je na pesmih na albumu le kitara Jerneja Šavla.
Pesmi z albuma je skupina prvič odigrala junija 2003 v Križankah, ko je nastopila kot predskupina na koncertu Queens of the Stone Age.

## Seznam pesmi
Vse pesmi je napisala skupina Psycho-Path. Vsa besedila je napisala Melanija Fabčič - Melée.
1. »Loudsneaker« – 0:45
2. »Kemper Boyd« – 3:18
3. »Tough Cookie« – 4:19
4. »Lynch (the) Girl« – 4:28
5. »Weapon of Opportunity« (feat. dälek) – 4:47
6. »Homegrown Queen« – 4:31
7. »Mental Body« – 5:02
8. »Crisp Night Air« – 3:44
9. »The Greatest Exploit« – 4:32
10. »Sonny« – 4:04
11. »Gut Level« – 3:46
12. »The Hell Outta Dodge« – 5:46

## Zasedba

### Psycho-Path
- Melanija Fabčič - Melée — vokal
- Jernej Šavel — kitara
- Janez Žlebič — bas kitara
- Matej Šavel — bobni
- Štefan Kovač - Pipi — zvočni tehnik (v živo)

### Ostali
- Dälek — recitacija v pesmi »Weapon of Opportunity«